# Sudamericano de Rugby 1997
El Sudamericano de Rugby de 1997 no tuvo sede y fue jugado en 5 ciudades de los 4 países participantes, Argentina y Uruguay se beneficiaron con dos partidos de locales mientras que Chile y Paraguay les tocó sólo uno.

## Equipos participantes
- Selección de rugby de Argentina (Los Pumas)
- Selección de rugby de Chile (Los Cóndores)
- Selección de rugby de Paraguay (Los Yacarés)
- Selección de rugby de Uruguay (Los Teros)

## Posiciones
| Pos. | Equipo    | Encuentros | Encuentros | Encuentros | Encuentros | Tantos  | Tantos    | Tantos     | Puntos |
| Pos. | Equipo    | jugados    | ganados    | empatados  | perdidos   | a favor | en contra | diferencia | Puntos |
| ---- | --------- | ---------- | ---------- | ---------- | ---------- | ------- | --------- | ---------- | ------ |
| 1    | Argentina | 3          | 3          | 0          | 0          | 184     | 27        | + 157      | 6      |
| 2    | Uruguay   | 3          | 2          | 0          | 1          | 116     | 82        | + 34       | 4      |
| 3    | Chile     | 3          | 1          | 0          | 2          | 85      | 98        | - 13       | 2      |
| 4    | Paraguay  | 3          | 0          | 0          | 3          | 25      | 203       | - 178      | 0      |

Nota: Se otorgan 2 puntos al equipo que gane un partido, 1 al que empate, 0 al que pierda

## Resultados[1]
| 24 de agosto | Uruguay | 32 - 17 | Chile | cancha del Carrasco Polo Club, Montevideo, Uruguay |  |

| 30 de agosto | Chile | 58 - 16 | Paraguay |  |  |

| 13 de septiembre | Argentina | 78 - 0 | Paraguay | cancha del Aranduroga Rugby Club, Corrientes, Argentina |  |

| 20 de septiembre | Paraguay | 9 - 67 | Uruguay |  |  |

| 27 de septiembre | Uruguay | 17 - 56 | Argentina | cancha del Carrasco Polo Club, Montevideo, Uruguay |  |

| 4 de octubre | Argentina | 50 - 10 | Chile | cancha de Marista Rugby Club, Mendoza, Argentina |  |

| Bandera de Argentina |
| Campeón Argentina    |
| Décimo noveno título |